# Petermannglaciären
Petermannglaciären är en glaciär på norra Grönland. Den mynnar ut i Nares sund med norra halvklotets längsta flytande glaciärtunga, Petermanns istunga, som har en längd av cirka 70 km och fyller en fjord med 15-20 km bredd. År 2010 bröts de yttersta 25% av istungan loss och flöt iväg som ett 200 meter tjockt isberg. En stor kalvning skedde också 2012. Tidigare kalvningar har minskat glaciärens dämmande effekt och ökat flödeshastigheten till 1,1 km per år. Satellitbilder tagna 2018 visar sprickor 12 km från isfronten som antyder att en ny stor kalvning kan vara i antågande.
Forskare vid Stockholms universitet har använt Petermanns istunga för undersökning av istungors möjlighet att återbildas. Resultatet visar att det inte räcker med att klimatet återgår till tillståndet då tungan fanns på plats, utan det det krävs ytterligare nedkylning för att återskapa istungan (en form av hysteres).
Under glaciären döljer sig Petermannfjorden. Före de kvartära istiderna mynnade här en 800 meter djup, 10 km bred och 750 km lång dalgång, som kallats Grönlands Grand Canyon.
Glaciären är uppkallad efter den tyske kartografen August Petermann.
Årsmedeltemperaturen i trakten är −19 °C. Den varmaste månaden är juli, då medeltemperaturen är −2 °C, och den kallaste är januari, med −31 °C.